# Papel friable
El papel friable tiene como propiedad o condición el desmoronamiento o rotura del soporte cuando es doblado o plegado. El papel es friable cuando una esquina no soporta dos pliegues dobles completos. 

## Definición
La friabilidad es la propiedad o condición que hace que un material se rompa cuando es doblado o plegado ya que las cadenas de celulosa no pueden mantenerse unidas y por ello hay la tendencia al resquebrajamiento o desmoronamiento. Se dice que el papel es friable cuando una esquina no soporta dos pliegues dobles completos.

## Causas de friabilidad
El papel elaborado antes de la segunda mitad del Siglo XIX estaba hecho de algodón y trapos de lino. El papel de trapos es generalmente alcalino o pH neutro, por lo que este papel tan antiguo puede durar siglos sin resquebrajarse. El papel producido a partir de mediados del siglo XIX estaba fabricado con materiales que tenían un alto nivel inherente de ácido como la pulpa de madera. Cuando este papel ácido se somete a condiciones extremas de temperatura o humedad, o se expone a luz UV, el ácido en el papel reacciona y hace que el papel se vuelva frágil. El papel friable se vuelve amarillo o marrón y se deshace y resquebraja con facilidad. En las bibliotecas que albergan colecciones antiguas, muchos libros se vuelven frágiles y se encuentran en amenaza de pérdida. En este sentido, deben tomarse decisiones importantes sobre la protección, el formato o reemplazo de los libros frágiles para asegurar que estos libros se preserven y sigan estando disponibles para los investigadores.

## Soluciones de conservación
Las soluciones a este problema incluyen el uso de tipos de papel sin ácido, digitalizar los libros frágiles mediante microfilmación, fotocopia o digitalización, técnicas de desacidificación y laminación.

### Microfilmación
Técnica de archivo basada fundamentalmente en el cambio de soporte de los documentos de papel, en otro que puede ser un material sintético. Normalmente es una cinta de un material plástico flexible y muy resistente al envejecimiento, sobre la cual se ha depositado una capa de material tipo fotográfico de altísima calidad. En esta cinta se fotografían los documentos con fuertes reducciones, sin por ello perder algo de información. De esta reducción o miniaturización de tamaño derivan todas las aplicaciones y, por consiguiente sus grandes ventajas que son ahorro sustancial de espacio y de elementos de archivo (armarios, estanterías, carpetas), acceso y localización rápido, y consulta ágil, seguridad en la conservación de la información y documentos, etc.

### Desacidificación
La desacidificación neutraliza los ácidos presentes en el papel y provee una reserva alcalina que lo protege de posibles futuros ataques ácidos. Es una tecnología desarrollada para detener el deterioro ácido del papel. La acidez provoca la ruptura de las cadenas moleculares desequilibrando la estructura del papel, y pudiendo llegar a desintegrarlo. La degradación por la acidez se manifiesta al adquirir el papel un tono amarillento acompañado de una fragilidad que lo acaba convirtiendo en quebradizo y de difícil manejo. Sin embargo, no restablece el papel quebradizo a su estado original. Desacidificar el papel antes de que se torne quebradizo alarga considerablemente su vida útil y evita o reduce el coste de posteriores tratamientos de conservación.
La desacidificación no corrige deterioros, sino lo que hace es eliminar su causa. Los desacidificadores pueden ser líquidos y gaseosos. Los líquidos son más efectivos, y los gaseosos permiten tratar la documentación en masa. Esto les resta efectividad a los gaseosos.

### Laminación
Esta técnica se utiliza para aumentar la resistencia de los soportes. Se aplica a la superficie del papel una hoja de refuerzo para hacerlo más resistente y funcional. Es un método curativo, y no debe ser usado de forma masiva e indiscriminada. Sólo debe aplicarse a aquellas obras que hayan sido dañadas por causa de fuego o de insectos o microorganismos, que hagan que su estado de conservación sea tan friable que no pueda corregirse con ningún tratamiento de consolidación. También se hace de manera manual o mecánica. Esta última con máquinas laminadoras o prensas que transmiten calor por presión, reblandeciendo la capa adhesiva utilizada, que queda fusionada al papel cuando se enfría.

## Iniciativas de preservación
En las bibliotecas existió el peligro de perder un volumen elevado de documentos en un periodo relativamente corto y, como consecuencia, se han tenido que tomar medias para frenar este problema. Es la situación de los 'libros friables' (brittle books), tratándose de libros que se imprimieron a partir de la segunda mitad del siglo XIX, que muestran una extraordinaria fragilidad a causa del elevado grado de degradación del papel fabricado con pasta de madera. Este problema se dio a conocer a mitad del Siglo XX y denominándose "fuego lento" (slow fire), porque era tan nefasto para los libros como los incendios, pero a un ritmo más lento. Como consecuencia a esa amenaza se pusieron en marcha varios programas, puede citarse el caso de Estados Unidos dónde se inició un proyecto en el año 1989, para la conservar los fondos amenazados llamado Brittle Books Program. Las medidas de preservación del contenido intelectual de los documentos fue su reproducción en microformas y mediante la digitalización. Se utilizan dos soportes para este tipo de preservación como son las microformas y las copias digitales:
- Transferir el contenido a las microformas se fundamenta en una única acción y su perspectiva de vida de éstas es de cientos de años mientras que la vida de los recursos digitales es mucho menor, puede hablarse de décadas y continuamente debe atenderse para su actualización.
- Para reproducir la información contenida en las microformas solamente hace falta una "tecnología" muy primitiva: una fuente de luz y una lupa, toda una garantía para su futuro acceso y uso, por lo el progreso tecnológico continuo imposibilita la legibilidad.

Ventajosamente el ritmo de deterioro del papel friable fue lento pero desafortunadamente el ritmo de la microfilmación fue también muy pausado aunque se dispusiera de tiempo suficiente para preparar una respuesta adecuada, con conocimientos técnicos y reconocimiento colectivo del problema y se desarrollaran procedimientos para salvar el contenido intelectual. Todo esto fue causado por la demora de la respuesta en gran parte por la carencia de materiales disponibles y recursos económicos.